# Sosnivka
Sosnivka (en ukrainien : Соснівка) ou Sosnovka (en russe : Сосновка ; en polonais : Sosnówka) est une ville minière de l'oblast de Lviv, en Ukraine. Sa population s'élevait à 10712 habitants en 2022.

## Géographie
Sosnivka est située à 53 km au nord-nord-est de Lviv.

## Administration
La ville de Sosnivka fait partie de la municipalité de Tchervonohrad (en ukrainien : Червоноградська міська рада, Tchernovohrads'ka mis'ka rada), dont font également partie la ville de Tchervonohrad et la commune urbaine de Hirnyk.

## Histoire
Sosnivka est fondée en 1955 dans le cadre de la mise en exploitation de gisements de charbon. Le 29 novembre 1957, le conseil de l'oblast (région) de Lviv accorde le statut de ville à Sosnivka, jusqu'alors connue sous le nom de Kirov. En 1992, le conseil municipal de Sosnivka adopte de nouveaux symboles pour ses armoiries et son drapeau.

## Population
Recensements (*) ou estimations de la population :
| 1959* | 1970*  | 1979*  | 1989*  | 2001*  | 2011   | 2012   |
| ----- | ------ | ------ | ------ | ------ | ------ | ------ |
| 2 401 | 10 658 | 12 935 | 13 163 | 11 889 | 11 588 | 11 606 |

| 2013   | 2014   | 2015   | 2016   | 2017   | 2018   | 2019   |
| ------ | ------ | ------ | ------ | ------ | ------ | ------ |
| 11 517 | 11 437 | 11 317 | 11 265 | 11 217 | 11 134 | 11 058 |

## Économie
La principale activité économique de Sosnivka est l'exploitation minière, réalisée dans trois mines et une usine d'enrichissement. Cette usine, la plus grande d'Europe, a ouvert en 1985. Jusqu'à l'ouverture de l'usine, la ville était propre, entourée de forêts. Actuellement, la pollution générée par cette usine pose un grave problème de santé publique.

## Transports
Sosnivka se trouve à 74 km de Lviv par le chemin de fer et à 64 km par la route.